# Бедненко, Евгений Степанович
Бедненко Евгений Степанович (род. 14 марта 1953, Москва) — российский и советский композитор-песенник, певец, пианист, аранжировщик, педагог, создатель музыкальной группы «Хорус». Почётный академик Международной академии культуры и искусства (2008), член Союза композиторов Евразии (2023).

## Биография
Родился 14 марта 1953 в Москве в семье военного. Окончил ДМШ № 2 имени И. О. Дунаевского по классу скрипки. После школы служил в армии певцом в Ансамбле песни и пляски МО ПВО, в составе которого много гастролировал, в том числе за рубежом (Ирак, Италия).
В 1973 году поступил в Государственное музыкальное училище имени Гнесиных, через месяц был переведён сразу на второй курс. С отличием окончил училище в 1976 г. по специальности «хоровое дирижирование и сольное пение». В 1981 г. окончил вокальный факультет и дирижерско-хоровое отделение Московской государственной консерватории им. П. И. Чайковского. В 1983 г. с отличием окончил Эстрадно-джазовые курсы повышения квалификации руководителей ВИА при Московском государственном институте культуры.

## Творчество
Мультиинструменталист: кроме основных инструментов, пианино и синтезатора, владеет игрой на скрипке, электрооргане, классической и эстрадной гитарах, а также бас-гитаре, ударных инструментах, баяне и духовых инструментах: блокфлейте, тубе и других.

### Хорус-группа Евгения Бедненко
В 1975 года создал первую группу — «Кантилена», выступавшую в жанре русского фолк-рока. В 1986 году материал «Советской панорамы» (Вестник АПН) о группе «Кантилена» напечатали в газетах 80 стран мира. В 1987 Евгений Бедненко создаёт новый музыкальный коллектив − «Хорус-группа Евгения Бедненко», который в этом же году становится лауреатом II Всесоюзного фестиваля народного творчества, а также получает специальный приз Первого Всесоюзного фестиваля-конкурса исполнителей польской песни «Витебск-88». С этого же года коллектив активно сотрудничает с композитором Борисом Исааковичем Савельевым. На студии грамзаписи «Мелодия» записаны 3 мюзикла «Сокровища капитана Флинта», «Морской дьявол», «Робинзон».
В 1997 году в Малом театре состоялась премьера музыкального спектакля «Очарованные странники» (музыкальные фантазии композитора Евгения Бедненко) с участием народного артиста России Александра Михайлова. Совместно с режиссёром Виктором Мережко реализовал проект «Поют звёзды театра и кино России» с участием Натальи Варлей, Ларисы Голубкиной, Александра Збруева, Алексея Булдакова, Бориса Хмельницкого, Светланы Тома, Михаила Евдокимова, Александра Михайлова, Натальи Крачковской, Юрия Чернова, Веры Васильевой. В 2000 году вышел одноимённый музыкальный диск, выпущенный в США и продублированный «Радио МПС».

### Песни
Как композитор написал более 400 песен, из них около половины на стихи известного поэта-песенника Анатолия Поперечного, с которым сотрудничал более 20 лет. Среди известных исполнителей его песен композитора: Иосиф Кобзон, Ансамбль песни и пляски Российской армии имени А. В. Александрова, Аркадий Арканов, Александр Михайлов, Зинаида Кириенко, Светлана Тома, Юрий Чернов, Людмила Артемьева, Валерий Яременко, Лариса Лужина, Виктор Мережко, Алексей Булдаков.
Песня «Хотца-не хотца» в исполнении Алексея Булдакова прозвучала в фильме Аллы Суриковой «Человек с бульвара Капуцинок». Песня «Молитва прощания» вошла в репертуар Краснознаменного академического ансамбля песни и пляски имени А. В. Александрова. В 2023 году вышел первый диск композитора для детей.

### Инструментальная музыка
Пишет инструментальную музыку. Создал особый вид небольших музыкальных миниатюр под названием «диезки». Это небольшие пьесы для детей и взрослых, отображающие характер музыкального произведения − так называемая музыка настроения.

## Дискография

### Сборники
- 1988 г. — «Лауреаты Первого Всесоюзного фестиваля польской песни». ВТПО «Фирма Мелодия»[18]
- 1990 г. — «Большой хоровод». ВТПО «Фирма Мелодия»[19]
- 1995 г. — «Последняя электричка». Группа Евгения Бедненко «Хорус». Фирма «Фонограф».
- 2005 г. — «Весенняя побелочка». Сборник песен на стихи Анатолия Поперечного. Фирма «Новый город».
- 2013 г. — «Хорошая компания». Студия «Звуковая книга»

### Мюзиклы
- 1990 г. — «Сокровища капитана Флинта». ВТПО «Фирма Мелодия»[20]
- 1990 г. — «Морской дьявол». ВТПО «Фирма Мелодия»[21]
- 1991 г. — «Робинзон». ВТПО «Фирма Мелодия»[22]

### Альбомы артистов театра и кино
- 1999 г. — «Поют Александр Михайлов и группа Евгения Бедненко „Хорус“». Радио МПС
- 1999 г. — «Доживём до понедельника, друзья». Группа «Хорус», Евгений Бедненко и Юрий Чернов. Фонд «Филантроп»
- 1999 г. — «Любимые песни любимых актёров». Группа Евгения Бедненко «Хорус» и звёзды российского кино. Радио МПС
- 2000 г. — «Песни Евгения Бедненко на стихи Анатолия Поперечного». Радио МПС
- 2000 г. — "Поют звёзды театра и кино России и группа Евгения Бедненко «Хорус». Диски 1,2,3. Фирма «Krown Inter Group» — USA.
- 2000 г. — «Андрей Романов и группа „Хорус“». Песни Евгения Бедненко на стихи Анатолия Поперечного. Компания «Славнефть» и ВМФ.
- 2001 г. — «Группа „Хорус“ и Алексей Булдаков». Песни Евгения Бедненко на стихи Анатолия Поперечного. Радио МПС
- 2001 г. — «Обнимаю всех». Алексей Булдаков и группа «Хорус». Песни Евгения Бедненко на стихи Анатолия Поперечного. Фирма «LD» — «Лариса Долина»
- 2001 г. — «Александр Михайлов и группа „Хорус“». Радио МПС
- 2008 г. — «Очарованный странник», Александр Михайлов и группа Евгения Бедненко «Хорус». Студия ЧБ-Records.
- 2011 г. — «Старое танго». Алексей и Людмила Булдаковы. Группа Евгения Бедненко «Хорус». Фирма «Messia»
- 2014 г. — «Александр Михайлов и группа Евгения Бедненко „Хорус“». Студия «Хорус».
- 2014 г. — «Поёт Аристарх Ливанов». Студия «Хорус».

### Студийные альбомы
- 2001 г. — «Круги безвременья». Песни Евгения Бедненко на стихи Дмитрия Здраевского. Группа «Хорус». Диск 1 — «Круги», Диск 2 — «Жить!». Фирма «Эзоис».
- 2008 г. — «Детям о Христе». Рассказы русских писателей. Композитор Евгений Бедненко. Фирма «Си Ди Клуб», лицензия госохранкультуры серия ваф № 77-216
- 2010 г. — «Евгений Бедненко и его друзья». Фирма «Си Ди Клуб»
- 2013 г. — «Падает снег». Поёт Евгений Бедненко и группа «Хорус». Фирма «Си Ди Клуб»
- 2013 г. — «Песни Евгения Бедненко на стихи Анатолия Поперечного». Студия «Звуковая книга»
- 2013 г. — «Эскизы композитора. Евгений Бедненко». Студия «Звуковая книга»
- 2018 г. — «А я — мальчишка». Песни на стихи Анатолия Поперечного. Студия «Хорус».
- 2022 г. — «Я стою под сенью храма». Евгений Бедненко. Bednenko_music // UPS 5063170378275
- 2023 г. — «Из песни сбежала принцесса». Композитор Евгений Бедненко, песни для детей. Bednenko_music // UPS 3617055671900

## Семья
Прадед — Феодор Павлович Павлов известный до революции певец и музыкант, руководитель русского народного хора Феодора Павлова. В первом десятилетии XX века выпущено более 40 его сольных граммофонных пластинок с русскими песнями. Жена — Ирина Львовна Костко (1954—2001), солистка группы «Хорус»; дочь — Бедненко Мария Евгеньевна (1983—2019).